# 尉璨
尉璨（？—567年），善无郡（今山西省朔州市）人，东魏、北齐官员。

## 生平
尉璨性格粗鲁，年少时就出任显要的官职。天保元年（550年），齐文宣帝高洋封厍狄干等人为王，尉璨以其父尉景沒有封王，非常愤恨，十几天闭门不上朝。齐文宣帝奇怪，派人到尉璨家中询问。尉璨隔着门对使者说：“天子不封我父親王位，我不如去死。”使者说：“你也得开门接受皇帝的敕令啊。”尉璨就弯弓隔着门射使者，使者将情况上报，齐文宣帝委托段韶來劝谕尉璨。尉璨见到段韶，只是捶胸痛哭，不答一个字。齐文宣帝亲自到尉璨家中去慰问勉励，尉璨这才肯上朝。不久朝廷追封尉景为长乐王，由尉璨袭封。尉璨后来历任司空，天保五年（554年）八月，尉粲转任司徒，天保九年十二月戊寅（559年1月13日），尉璨转任太尉，天保十年正月辛丑（559年2月5日），长乐郡公尉璨进爵为长乐郡王，皇建二年十月丙子（561年10月27日），尉璨再度出任太尉，大宁元年十一月乙卯（561年12月5日），尉璨出任太保，天统元年四月戊寅（565年6月10日），瀛州刺史尉璨出任太傅。天统三年（567年），尉璨去世，朝廷赠予右丞相、假黄钺，谥号文成，儿子尉世辩继承爵位。

## 其他
尉璨在出任赵州刺史时贪污受贿，侍御史郎基不害怕权威，不顾尉璨是齐文宣帝表弟的身份，将他弹劾。
荀仲举追随萧渊明在寒山被东魏俘虏，尉璨很礼待他。荀仲举和尉璨一起豪饮，喝醉后将尉璨的手指咬得露出骨头。齐文宣帝知道后，将荀仲举杖打了一百下。有人询问荀仲举这样做的原因，荀仲举回答说：“我怎么知道，当时我还以为咬的是鹿尾呢。”

## 家庭

### 父母
- 尉景，东魏大司马、太保、太傅，追赠长乐王、假黄钺，谥号武恭
- 高娄斤，东魏常山郡君，追尊齐文穆帝高树生之女，追尊齐神武帝高欢姐姐

### 夫人
- 叱列毗沙，北魏武卫将军、临江公叱列归孙女，北齐司空、庄惠公叱列平之女，武定八年（550年）封河间郡君，皇建元年（560年）封长乐国妃，武平五年（574年）进位长乐太妃，开皇九年五月廿四日（589年7月12日）在定州恒阳县高平乡住宅中发病去世，虚岁五十七，开皇十四年岁次甲寅十一月辛酉朔十二日壬申（594年12月29日）附葬于文成王尉璨坟旁[3]

### 子女
- 尉世辩，隋朝丰州诸军事、丰州刺史、城阳县子
- 尉世兴，第六子，北齐万年县开国公，追赠使持节、都督定州诸军事、定州刺史、仪同三司、太常卿、武陵王，冥婚齐武成帝高湛第四女永昌公主[3]